# The Whole Truth (Izgubljeni)
"The Whole Truth" je 41. epizoda televizijske serije Izgubljeni i 16. epizoda druge sezone serije. Režirala ju je Karen Gaviola, a napisali su je Elizabeth Sarnoff i Christina M. Kim. Prvi puta je emitirana 22. ožujka 2006. godine na televizijskoj mreži ABC. Glavni lik radnje epizode je Sun Kwon (Yunjin Kim).

## Radnja

### Prije otoka
Sun i Jin nalaze se u svojem stanu i upravo se spremaju voditi ljubav kada Jin upita Sun je li izmjerila temperaturu te na taj način kvari raspoloženje. Govori joj da već godinu dana pokušavaju dobiti dijete te smatra da bi ona trebala posjetiti doktora za plodnost. Sun ga upita zbog čega želi imati dijete koje ionako nikad neće vidjeti na što joj Jin odgovara da mu je žao zbog stvari koje mora činiti za njezinog oca, ali da bi njihovo dijete moglo sve promijeniti. Doktor za plodnost, međutim, govori Sun da ne može začeti zbog uznapredovale endometrioze.
Nakon toga Sun dolazi u hotelsku sobu gdje se sastaje s Jaeom Leejem, njezinim udvaračem prije nego što je upoznala Jina. Njih dvoje očigledno se redovito susreću kako bi učili engleski jezik, a Sun ga traži savjete za svoju vezu. Govori mu da joj je drago što je neplodna, a kada ju Jae pita zbog čega uči engleski, ona mu odgovara da namjerava ostaviti Jina i otići u Ameriku. Jae govori Sun da nitko ne može pobjeći od vlastitog života. Sun ga upita je li Jin njezin život, ali joj Jae kaže da on ne misli da bi trebala ostati s njim.
Ubrzo potom Sun šeće svog psa kada joj prilazi doktor za plodnost i priznaje da je zapravo Jin taj koji ne može imati djecu. To joj govori zbog toga što kada bi njezin otac saznao da je Jin taj koji ne može imati djece, zatvorio bi njegovu ordinaciju.

### Na otoku
Ljutiti Jin pokušava otjerati Sun iz njezinog vrta natrag do plaže zbog nedavnog napada na nju koji je izvršen upravo u vrtu. Posvađaju se i u ljutnji Jin uništava sve posađene biljke. Ona odlazi na plažu gdje susreće Bernarda i Rose koji se također svađaju. Kasnije zamoli Sawyera da joj da test za trudnoću za koji se ispostavlja da je proizveden u jednom od Widmoreovih laboratorija.
Locke nagovara Anu Luciju da bi ona trebala ispitati Henryja Galea s obzirom na činjenicu da je bila policajka i da je već imala susrete s Drugima. Henry se, međutim, još uvijek drži svoje priče o balonu i čak nacrta mapu koja vodi do balona i do mjesta gdje je navodno pokopao svoju suprugu. Ana Lucia mu obećava da će ga ostaviti na životu ako se mapa ispostavi točnom. Skupa sa Sayidom i Charliejem (za kojeg se ispostavi da je već od ranije znao za zatvorenika u oknu), ona odlazi u potragu za balonom. Uskoro otkriva da Charlie nosi skriveni pištolj te ga moli da ga da nekome tko ga uistinu zna koristiti. Charlie joj na to jednostavno odgovara da je ona, posljednji puta kada je imala pištolj, nekoga ubila te daje pištolj Sayidu.
Dok Sun čeka rezultate testa za trudnoću, upita Kate je li ona to ikada radila na što joj ova odgovara da jest. Sun joj zahvaljuje što se nalazi uz nju bez postavljanja puno pitanja. Test se pokaže pozitivnim, a Sun se ne čini oduševljenom te ode do Jacka upitati ga koliko su ovakvi testovi točni. On joj kaže da su poprilično točni pa ga ona zamoli da nikome ne kaže za njezinu trudnoću.
Ana Lucia se pridružuje Sayidu uz logorsku vatru te mu govori da zna da nije omiljena među ljudima i da je cijeli život provela kako bi to ispravila. Ispričava mu se za ono što je učinila, a Sayid joj govori da to nije bila njezina krivica te nadodaje da će se nešto morati napraviti kada se ispostavi da je Henry zbilja jedan od Drugih. Ujutro krenu ponovno tražiti balon za koji se ispostavlja da se ne nalazi na mjestu na kojem je Henry rekao da bi trebao biti. Ana Lucia inzistira da bi trebali još malo potražiti okolo pa se svi razdvoje. 
Bernard traži školjke za svoju suprugu, a Jin mu na engleskom govori da nema školji tu gdje ih traži. U tom trenutku dolazi Sawyer koji govori Bernardu da je Sun trudna, a čini se da ih Jin može razumjeti. Nakon toga vidimo Jina kako ponovno sadi biljke koje je iščupao u vrtu. On govori Sun da se mrzi svađati te da mrzi činjenicu što teško može razumjeti druge. Ispričava joj se, a Sun mu govori da je trudna. On je presretan zbog toga, ali mu Sun govori da je on bio taj zbog kojeg nisu ranije mogli zatrudnjeti. On ju upita kako je moguće da je sada trudna, ali ga ona uvjerava da ga nije prevarila. Nakon toga pomogne joj ponovno napraviti vrt, a kada poželi otići do plaže poljubi je i na engleskom joj kaže da ju voli.
Za to vrijeme Jack upita Henryja uživa li u knjizi te ga izvodi iz prostorije u kojoj se do tada cijelo vrijeme nalazio. Henry upita čemu služi kompjuter, ali Jack mu odgovara da ne služi ničemu. Henry počne jesti žitarice i kaže da je to vjerojatno nagrada zbog toga što je nacrtao mapu. Locke i Jack se čudno pogledaju, jer njih dvojica nemaju pojma o nikakvoj mapi. Nakon toga Henry "hipotetski" razmišlja na glas i govori da bi, da je zbilja pripadnik Drugih, nacrtao mapu koja bi Anu Luciju, Sayida i Charlieja odvela u stupicu kako bi ih Drugi uzeli za taoce i zamijenili za njega. Također doda da je sreća što on zapravo nije Drugi te nonšalantno upita ima li još mlijeka za pahuljice.

## Produkcija
Glumac Michael Emerson, koji u seriji tumači ulogu Henryja Galea, u početku se trebao pojaviti samo u tri epizode, s tim da je prva bila One of Them. Producenti su bili toliko impresionirani njegovom performansom da su mu odmah produžili ugovor na pet epizoda, citirajući upravo posljednju scenu ove epizode u kojoj Henry traži još mlijeka kao trenutak u kojem su shvatili da će ga "zadržati". Od treće sezone nadalje Emerson je postao stalni član glumačke postave serije.

## Gledanost
Epizodu The Whole Truth gledalo je 15,30 milijuna ljudi kada se prvi puta emitirala.

## Vanjske poveznice
- "The Whole Truth"  Arhivirana inačica izvorne stranice od 24. siječnja 2013. (Wayback Machine) na ABC-u